# صاروخ هادس
كان مصطلح هادس (بالفرنسية: Hadès)‏ تسمية لصاروخ قصير المدى ذي القدرة النووية والذي استخدمه الجيش الفرنسي خلال الحرب الباردة.

## التطوير
في عام 1975 بدأت الدراسات في استبدال صاروخ بلوتون قصير المدى ، الذي بدأ تطويره في يوليو 1984 في مصنع Aérospatiale (اليوم EADS ) ، والذي اكتمل في عام 1992.  خلال هذا الوقت ، تم تخفيض العدد المخطط له البالغ 120 صاروخا إلى 30 مع 15 مركبة إطلاق. حتى قبل نهاية التطوير ، تم اتخاذ القرار في عام 1991 بعدم تشغيل نظام هادس. وتم تخزين بين 20 إلى 25 صاروخًا موجهًا تم إنتاجها بالفعل في البداية مع مركبات الإطلاق في مستودع في Lunéville . وفي 1996-1997 ، وافقت فرنسا على اتفاقية ستارت الأمريكية الروسية ، وتم تدمير جميع صواريخ هادس.

## التكنولوجيا
تم تركيب هادس على شاحنة مفصلية Renault R380 .  كانت كل مركبة مسلحة بصاروخين من طراز هادس. هذا جعل منصات الإطلاق متحركة للغاية وقابلة للنقل بسرعة. الحد الأدنى لمجمل وقت رد الهجوم - من السرعة القصوى إلى إطلاق الصواريخ - أقل من 10  دقائق. يمكن إطلاق الصاروخين بفاصل 30 ثواني فقط. تم تشغيل هادس بواسطة دافع بوقود صلب عالي الطاقة من SNPE (الآن Nexter Systems ).  تم تطوير الإلكترونيات ومنصة الملاحة بالقصور الذاتي بواسطة شركة SAGEM .  حقق صاروخ هادس أقصى مسافة لإطلاق النار بين 450-480 كم بسرعة تزيد عن 1250 متر/ ث (4500 كم / ساعة). وكان أوج الارتفاع 150 كم. كانت اقل مسافة لإصابة الهدف 60 كم. اعتمادًا على مسافة الإصابة، تبلغ دقة اصابة الهدف في حدود دائرة نصف قطرها بين 100-200 متر .  يستطيع صاروخ هادس حمل رأس نووي من طراز TN-90. تم تصميم هذا الرأس الحربي بطريقة تصل قوة انفجار 5 أو 20 أو 80  كيلو طن (تي إن تي) .  يمكن أن ينفجر الرأس الحربي في الهواء أو عند ملامسته للأرض. كان الرأس الحربي TN-92 مخصصًا أيضًا لـصاروخ هادس. كان هذا رأسًا نوويًا مع إشعاع نيوتروني محسّن . 
بالإضافة إلى Hadès برأس حربي نووي ، تم أيضًا النظر في نسخة برأس حربي تقليدي.  يجب أن يكون هذا التطوير مزودًا إما برأس حربي مجزأ أو قنابل صغيرة (ذخائر صغيرة). بالإضافة إلى ذلك ، يمكن استخدام نظام الملاحة عبر الأقمار الصناعية GPS .  بهذا ، يجب أن يكون نصف قطر اصابة الهدف بصاروخ هادس بين 5 - 50  متر. كانت مسافة إطلاق النار القصوى لهذا الإصدار 250 كم. بقيت نسخة صاروخ هادس هذه في مرحلة الحمل ولم يتم تطويرها. 

## انتقادات من وجهة نظر ألمانيا
ظهر مفهوم صاروخ هادس بمجرد أن كان المدى القصير 480 فقط كيلومترات إلى انتقادات شديدة من الحكومة الألمانية والجمهور: إذ يمكن للصواريخ الـ 120 المخطط لها أن تحمل رؤوسها النووية فقط إلى الأراضي الألمانية ، على الأكثر إلى الحدود الغربية البولندية أو التشيكوسلوفاكية. في حالة حدوث عملية عسكرية ، ربما تصبح ألمانيا ساحة معركة نووية قبالة فرنسا. 

## روابط انترنت
- Hades in der Encyclopedia Astronautica (englisch)

## التفاصيل
1. 1 2 3 4 5  Forecast International: Hadès Program Review (pdf) نسخة محفوظة 2023-04-06 على موقع واي باك مشين.
2. 1 2  Topwar: Tactical missile system Hadès (France) نسخة محفوظة 2022-07-26 على موقع واي باك مشين.
3. 1 2  Histoire & Stratégie: Histoire & Stratégie: La Dissuasio – Histoire du nucléaire Français نسخة محفوظة 2023-04-06 على موقع واي باك مشين.
4. ↑  Military Today: Hadès نسخة محفوظة 2023-02-02 على موقع واي باك مشين.
5. ↑  http://www.zeit.de/1991/37/laehmung-in-paris Artikel 1991 in Die Zeit über Verstimmung Paris-Bonn نسخة محفوظة 2016-01-03 على موقع واي باك مشين.